# Oechsen
Oechsen – miejscowość i gmina w Niemczech, w kraju związkowym Turyngia, w powiecie Wartburg. Do 31 grudnia 2018 wchodziła w skład wspólnoty administracyjnej Dermbach.
Od 1 stycznia 2019 niektóre zadania administracyjne gminy realizowane są przez gminę Dermbach, która pełni rolę "gminy realizującej" (niem. "erfüllende Gemeinde").